# Ibn Zulak
Abu-Muhàmmad al-Hàssan ibn Ibrahim ibn Zúlaq (o Zawlaq) al-Laythí, més conegut senzillament com a Ibn Zúlaq (o Ibn Zawlaq) (en àrab Abū Muḥammad al-Ḥasan b. Ibrāhīm b. Zūlāq (o Zawlāq) al-Layṯī) (919-996), fou un notable historiador egipci, autor de diverses obres biogràfiques, històriques i topogràfiques del temps dels ikhxídides i dels primers fatimites.
Les seves obres s'han perdut, però foren la base de les obres posteriors sobre aquesta època.